# Rebeca
|  | Aquest article tracta sobre l'esposa del patriarca Isaac. Vegeu-ne altres significats a «Rebeca (indumentària)» o «Rebecca». |

En el Gènesi, Rebeca (en hebreu רִבְקָה בת-בתואל Ribqāh bat Beth-El) és l'esposa del patriarca Isaac i mare d'Esaú i Jacob.
Rebeca era la filla de Betuel i neta de Nahor, germà d'Abraham. Vivia a casa del seu pare a Aram-Naharaim (Mesopotàmia) quan un dia van rebre la visita d'un esclau del seu parent Abraham. En arribar a casa seva, l'esclau va explicar-los que el seu amo l'havia enviat a buscar una esposa pel seu fill, ja que la família d'Abraham havia emigrat a Canaan i no volien casar-lo amb una cananea. El servent va quedar-se 10 dies amb ells, on va conèixer Rebeca, que li causà una molt bona impressió. Així va ser com Rebeca i una esclava van partir cap a la casa d'Abraham, a Canaan, on va convertir-se en l'esposa d'Isaac.
Un temps després va arribar una sequera molt forta i la família va traslladar-se a les terres d'Abimèlec, rei de Guerar. Allà Isaac va actuar com el seu pare Abraham i va dir que Rebeca era la seva germana. Quan el monarca se n'assabentà els expulsà del seu regne.
Després de vint anys de matrimoni, Rebeca va quedar en estat després que el seu marit resés a Jahvè per tal que ella pogués tenir fills, finalment, els van néixer dos bessons:
- Esaú
- Jacob

Esaú era el preferit del seu pare mentre que Jacob era més agradós a la seva mare. Quan Isaac comptava 137 anys i era cec va creure oportú beneir el seu fill gran Esaú per tal de designar-lo hereu. Rebeca, va aconsellar Jacob per enganyar el seu pare i d'aquesta manera va ser designat hereu. Aleshores, els dos germans es van barallar i Isaac va dir a Jacob que marxés abans que el seu germà intentés fer-li mal.
La tradició oral afirma que Rebeca està enterrada en la Cova de Macpelà, a la ciutat d'Hebron (Palestina).

## Imatges

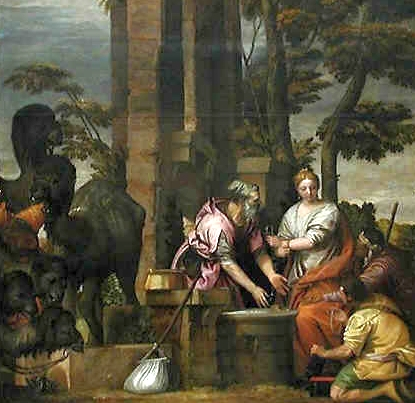
Rebeca al pou, per Veronese, ca. 1580 (Versailles, Musée nationalae du Château de Versailles)
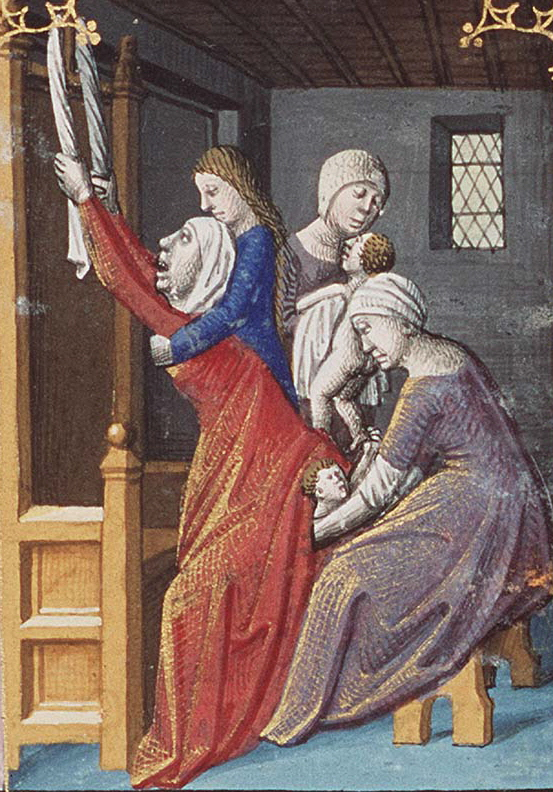
Naixement de Jacob i Esaú, per François Maitre, s. XV
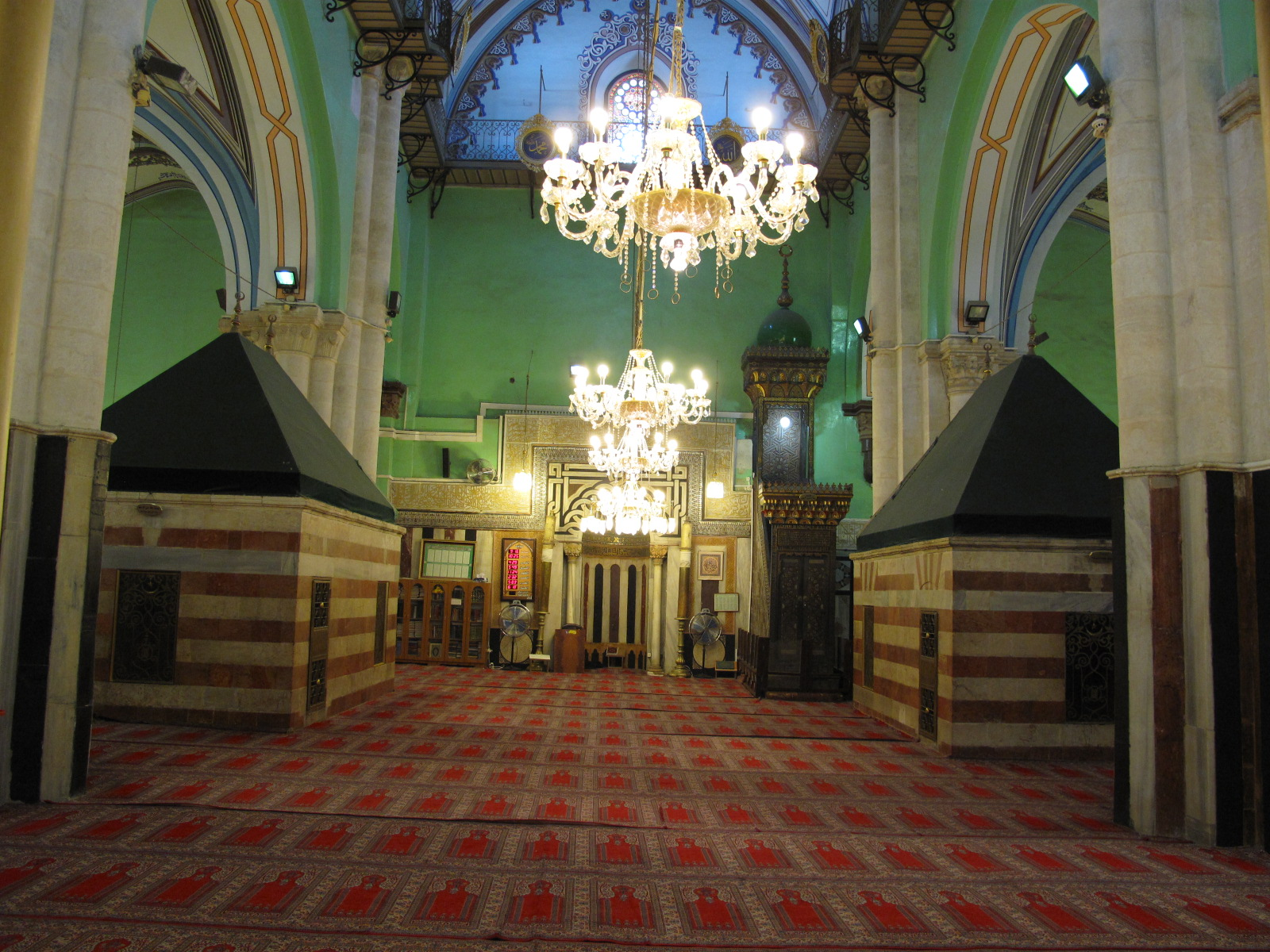
Tomba dels patriarques; a l'esquerra, cenotafi de Rebeca i, a la dreta, el d'Isaac